# تواصل، سأكون هناك (أغنية)
تواصل، سأكون هناك (بالإنجليزية: Reach Out I'll Be There)‏ أغنية سجلها فريق «الفور توبس Four Tops» من ألبومهم الرابع «تواصل Reach Out» عام 1967. كتب الأغنية وأنتجها فريق الإنتاج الرئيسي في شركة تسجيلات موتاون (هولند - دوزير - هولند)، والأغنية هي واحدة من أشهر ألحان شركة موتاون في الستينيات، وتعتبر اليوم الأغنية المميزة لفريق الفور توبس.
احتلت الأغنية المركز الأول على قائمة الهوت بيلبورد «الريزم اند بلوز Rhythm & Blues» لمدة اسبوعين متتاليين من 15 إلى 22 أكتوبر 1966. صعدت الأغنية أيضًا إلى المركز الأول على قوائم أفضل الأغاني في المملكة المتحدة في أكتوبر 1966 وبقيت على القمة لثلاثة أسابيع، وأصبحت ثاني أعلى الأغاني في موتاون في المملكة المتحدة بعد أغنية فريق السوبريمز The Supremes «الحب الصغير Baby Love» عام 1964.
صنفت مجلة رولينج ستون لاحقًا أغنية الفور توبس «تواصل، سأكون هناك» في المركز 206 في قائمتها «أعظم 500 أغنية في كل العصور»، كما صنفتها الأغنية رقم أربعة لعام 1966.

## فريق الفور توبس
فريق غناء رباعي أمريكي من ديترويت بولاية ميشيغان ساعد في تحديد شكل وصوت شركة موتاون في الستينيات. قدم الفريق موسيقى الروح soul music، والتواتر والبلوز R&B، والديسكو، والجاز. يتكون الفريق من أربعة مغنيين من الأمريكان الأفارقة: ليفي ستابس / عبد الفقير الشهير باسم ديوك / رينالدو بنسون الشهير باسم أوبي / لورنس بيتون. ظل الفريق بنفس التكوين خلال أربعة عقود.

## كتابة الأغنية وتسجيلها
في عام 1966، في شركة موتاون (شركة تسجيل أمريكية للأمريكان الأفارقة أسسها بيري جوردي، وهي الشركة الأمريكيين الأفريقية الأعلى أرباحًا منذ عقود)، كان أشهر ثلاثي لكتابة الأغاني في الشركة، «هولند ودوزير وهولند»، يكتبون أغانٍ جديدة لألبوم «الفور توبس». قال لامونت دوزير إنه أراد أن يكتب رحلة من العواطف مع التوتر المستمر، وقال دوزير إنهم تأثروا بشدة ببوب ديلان في ذلك الوقت. بعد اكتمال التسجيل وسماع النسخة النهائية، توسل الفريق إلى بيري جوردي عدم إصدار الأغنية، وقال عضو الفريق ديوك فقير: «شعرت تجاه الأغنية بشيء من الغرابة»، ومع ذلك، أصر جوردي على أن يتم إصدارها كأغنية منفردة.
يصف الناقد مارتن تشارلز سترونج الأغنية بأنها: «سيمفونية روحية ذات أبعاد ملحمية لا تزال لحنًا مميزًا»، وفي عام 2014، في مقابلة لصحيفة الجارديان مع «ديوك فقير» قال: «أدرك منتج الفريق إيدي هولند أنه عندما وصل المغني الرئيسي ليفي إلى الجزء العلوي من نطاقه الصوتي، بدا الأمر وكأنه يتألم، لذا جعله يغني في هذه المنطقة. اشتكى ليفي، لكننا أدركنا أنه أحب ذلك. في كل مرة اعتقدنا أنه في القمة، كان يصل إلى مسافة أبعد قليلاً حتى تسمع الدموع في صوته. كان الجملة» فقط انظرِ فوق كتفك«شيئًا قاله ليفي تلقائيًا، كان ليفي مبدعًا جدًا من هذا الناحية، كان خلاق، دائمًا ما يضيف شيئًا إضافيًا من القلب».
حصلت نسخة الفريق على جائزة الأسطوانة الذهبية في الولايات المتحدة لبلوغها مبيعات أكثر من 500.000، وحصلت على جائزة الأسطوانة الفضية في المملكة المتحدة لبلوغها مبيعات أكثر من 200.000.
استخدم جو بايدن نسخة فريق الفور توبس خلال حملته الانتخابية في الانتخابات الرئاسية الأمريكية لعام 2020.

## نسخة ديانا روس
أصدرت المغنية ديانا روس نسختها عام 1971، لتكون ضمن ألبومها «أستسلم»، وصعدت للمركز 29 على قائمة الهوت بيلبورد، والمركز 35 في كندا.

## نسخة جلوريا جاينور
أصدرت المغنية الأمريكية جلوريا جاينور نسختها من الأغنية في عام 1975. كانت الثالثة من بين ثلاث أغنيات صدرت من ألبومها «لا أستطيع أبدًا أن أقول الوداع Never Can Say Goodbye»، وأصبحت نجاحًا عالميًا، حيث صعدت إلى المركز 60 في الولايات المتحدة والمركز 16 في كندا، وحققت أفضل أداء في أوروبا، حيث صعدت إلى المرتبة 14 في المملكة المتحدة والمرتبة الخامسة في ألمانيا.

## كلمات الأغنية
الآن إذا شعرت أنه لا يمكنك الاستمرار Now if you feel that you can't go on
لأن كل آمالك قد ضاعت Because all of your hope is gone
وحياتك مليئة بالكثير من الارتباك And your life is filled with much confusion
حتى السعادة مجرد وهم Until happiness is just an illusion
وعالمك ينهار يا عزيزي And your world around is crumbling down, darlin'

(تواصل) هيا يا فتاة مد يدك لي Reach out) Come on girl reach on out for me)
(مد يدك) تواصل معي Reach out) Reach out for me)
سأكون هناك بحب يحتويك Hah, I'll be there with a love that will shelter you
سأكون هناك مع حب أراك من خلاله I'll be there with a love that will see you through
عندما تشعر بالضياع وعلى وشك الاستسلام When you feel lost and about to give up
لأن أفضل ما لديكم ليس جيدًا بما فيه الكفاية Cause your best just ain't good enough'
وتشعر أن العالم أصبح باردًا And you feel the world has grown cold
وأنت تنجرف بمفردك And you're drifting out all on your own
وتحتاجين يد لتمسك بها يا عزيزتي And you need a hand to hold, darlin'
(تواصل) هيا يا فتاة مد يدك لي Reach out) Come on girl, reach out for me)
(مد يدك) تواصل معي Reach out) Reach out for me)
سأكون هناك لأحبك وأريحك Hah, I'll be there to love and comfort you
سأكون هناك للاعتزاز بك والعناية بك And I'll be there to cherish and care for you
(سأكون هناك لأراك دائمًا، سأكون هناك لأحبك وأريحك)(I'll be there to always see you through, I'll be there to love and comfort you)
أستطيع القول انك غير سعيده I can tell the way you hang your head
أنت لست في حالة حب الآن، أنت خائف الآن You're not in love now, now you're afraid
ومن خلال دموعك تنظر حولك And through your tears you look around
ولكن لا يمكنك ان تجدي راحة البال But there's no peace of mind to be found
أنا أعرف فيما تفكرين I know what you're thinking
أنت وحيدة، لا تجدي الحب، لكن حبيبي You're a loner, no love of your own, but darling
(تواصل) هيا يا فتاة مد يدك لي Reach out) Come on girl reach out for me)
(مد يدك) فقط انظر فوق كتفك Reach out) just look over your shoulder)
سأكون هناك لأمنحك كل الحب الذي تحتاجه I'll be there to give you all the love you need
وسأكون هناك يمكنك دائمًا الاعتماد علي And I'll be there you can always depend on me
سأكون هناك I'll be there

## وصلات خارجية
- تواصل، سأكون هناك (أغنية) على موقع Songfacts
- تواصل، سأكون هناك (أغنية)على موقع Pop-Culture.Fandom
- تواصل، سأكون هناك (أغنية) على موقع Allmusic
- تواصل، سأكون هناك (أغنية) على موقع Culture.fandom
- تواصل، سأكون هناك (أغنية) على موقع Fandom